# Kamenica nad Cirochou
Kamenica nad Cirochou (em húngaro: Nagykemence) é um município da Eslováquia, situado no distrito de Humenné, na região de Prešov. Tem 17,57 km² de área e sua população em 2018 foi estimada em 2.327 habitantes.

## Demografia
| Ano:        | 1994 | 2004   | 2014   | 2024   |
| ----------- | ---- | ------ | ------ | ------ |
| Broj ljudi: | 2208 | 2335   | 2388   | 2305   |
| Razlika:    |      | +5,75% | +2,26% | -3,47% |

| Ano:               | 2023 | 2024   |
| ------------------ | ---- | ------ |
| Número de pessoas: | 2287 | 2305   |
| Diferença:         |      | +0,78% |